# コンロイ・ヴィルトゥス
コンロイ・ヴィルトゥス
飛行するヴィルトゥスのコンセプト図
- 用途：超大型輸送機
- 分類：シャトル輸送機
- 設計者：ジョン・M・コンロイ
- 製造者：ターボ・スリー・コーポレーション
- 運用者アメリカ合衆国、NASA
- 運用状況：計画段階にて終了

コンロイ・ヴィルトゥスとは、スペースシャトルの輸送を目的としてアメリカで提案された大型輸送機である。ターボ・スリー・コーポレーションに所属するジョン・M・コンロイによる設計開始は1974年の事で、この機はコストを抑えるために既存の部品を用い、ボーイングB-52ストラトフォートレスの胴体部分を一組組み込むことで新しい機体を形成しようとした。本計画は真剣に検討されたものの、実際的ではない大きさが判明し、さらにNASAは、ボーイング747をベースとするシャトル輸送機を、余っている商用航空機から開発することを選択した。

## 開発
もともとのスペースシャトルは、再突入時の大気中での推進や、エドワーズ空軍基地、ホワイトサンズミサイル基地、またはイースター島などの緊急用着陸基地といった着陸基地からケープ・カナベラルにあるケネディ宇宙センターまでの空輸飛行のために、機上搭載したターボファンエンジンを使うよう設計されていた。費用と重量の問題のためにシャトルの設計項目から空気吸入式のエンジンが削除された際、着陸基地からケネディ宇宙センターにシャトルを運んで戻せる輸送機の必要性が生まれた。シャトル輸送機の初期設計のひとつがジョン・M・コンロイとNASAのラングレー研究センターとの協力により提案された。彼はプレグナント・グッピーやスーパー・グッピーといった超大型輸送機の開発者であった。本機はヴィルトゥスと呼ばれ、1974年に設計と開発作業の契約が結ばれた。
ヴィルトゥスは各機1250万ドル(2018年時点で5050万ドルに等しい)の費用がかかると予想された。本機は双胴形式の設計で、4基の大型ジェットエンジンにより駆動し、これらにはプラット&ホイットニーJT9Dターボファンが想定されていた。コスト削減のため、コンロイは設計に在庫品を広く用いる事を提案した。これには本機の主要な胴体ポッドを形作るため、ボーイングB-52ストラトフォートレス戦略爆撃機の胴体部分を使う事も含まれており、さらに新しい主翼と尾部セクションを追加した。スペースシャトル・オービターは、ヴィルトゥスの双胴の間、主翼中央下部に携行されることとなった。またスペースシャトル用外部燃料タンク、固体燃料ロケットブースター、専用貨物ポッドなど他の大型貨物も輸送可能である。
ヴィルトゥスの設計はNASAのラングレー風洞施設で試験を受けた。風洞試験の結果は有望であるとみなされたものの、このような巨大な設計の欠点には、航空機を新規に完全設計する費用、設計機の飛行試験、機体のとてつもないサイズが要求する整備用インフラの開発や拡張などが含まれ、ヴィルトゥスのさらなる開発に不利に作用した。ロッキード・コーポレーションではシャトル輸送用にC-5ギャラクシー・エアーリフターの双胴バージョンを提案しており、同様の理由から提案は拒否された。既存のC-5を用いたより控えめな代替案が出され、ほぼNASAに採用されかけたものの、アメリカ空軍にC-5の使用を制限されるよりも、航空機を継続的に使えるようにしておくことが望ましいとの決断が下された。そこでボーイング社の747エアーライナーの改造機を使う提案が選ばれ、これがシャトル輸送機となった。ヴィルトゥスの商用機バージョンの設計がコロッサスと名づけられて提案されたものの、さらなる関心を集める事に失敗し、ヴィルトゥスの設計は放棄された。

## 諸元
データは脚注による。
- 主要諸元
  - 翼幅：140m
  - 主翼面積：2,059.3平方m
  - アスペクト比：9
  - 最大離陸重量：385,554kg
  - エンジン：プラット&ホイットニーJT9D-3Aハイ・バイパスターボファン、4基。各推力204kN
- 性能
  - 巡航速度：480km/h
  - 航続距離：4,800km
  - 実用上昇限度：11,000m